# Bögöte
Bögöte is een plaats (község) en gemeente in het Hongaarse comitaat Vas. Bögöte telt 339 inwoners (2001).